# دانيال هينيغ
دانيال هينيغ هي لاعب هوكي الحقل كندية، ولدت في 23 ديسمبر 1990 في كيلونا في كندا.

## روابط خارجية
- دانيال هينيغ على موقع الاتحاد الدولي للهوكي (الإنجليزية)
- دانيال هينيغ على موقع اللجنة الأولمبية الكندية (الإنجليزية)
- دانيال هينيغ على موقع اتحاد ألعاب الكومنولث (مؤرشف) (الإنجليزية)